# OpenCog
OpenCog是一項以打造開源人工智慧框架為目標的開發專案，OpenCog Framework是一種應用於廣泛AGI研究的通用框架，其中OpenCog Prime是一種用於機器人和虛擬體化認知的架構，該架構定義了一組互動元件，用來產生與人類對等，從整體系统湧現而來的通用人工智慧（AGI），本‧格策爾（Ben Goertzel）是其主要設計者。使用OpenCog進行的研究已發表在期刊上，也在包含年度人工智慧大會在內的各種會議和研討會上被介紹。 OpenCog是根據GNU Affero通用公共許可證的條款發行的。
包括華為和思科在内的50多家公司正在使用OpenCog。 

## 起源
Novamente LLC在2008年发布專利「 Novamente認知引擎」（NCE），最初的OpenCog則是以其原始碼為基礎來開發的。PLN手冊有對NCE原始碼進行討論（請參閱下方的參考文獻）。人工智慧研究院（AGIRI）、Google夏日程式碼計畫、漢森機器人公司、SingularityNET等單位也持續支援對OpenCog的開發。 

## 元件
OpenCog包含： 
- 圖形資料庫「AtomSpace （页面存档备份，存于）」，其中包含「原子」（即項、原子公式、句子和關係 ）與其「值」（賦值或解釋 ，可以視為每個原子的鍵值資料庫） ）。其中一個值的例子為真值 。 原子是全局唯一的，且不可變，被編入了索引之中（可搜索）；值則是暫時且可變的。

- 一組預定義的原子，稱為「Atomese （页面存档备份，存于）」，用於一般性的知識表徵 ，例如概念圖和語義網路 ，以及用於表示和儲存此類圖所需的操作規則（在重寫邏輯的意義上）。

- 一組預定義的原子，它們對包括型別構造器和函數類型在內的類型子系統編碼，用於規定變數、項和表達式的類型，並用於規定包含變數的通用圖結構。

- 一組預定義的原子，會同時編碼功能性和命令式編程樣式。這些包括用於將自由變數绑定到約束變數的Λ抽象化，以及執行β歸約。

- 一組預定義的原子，它們編碼可滿足性模理論求解器，作為通用圖形査詢引擎的內建部分，用於執行圖形和超圖形模式匹配（ 同構子圖探索 ）。 這將結構化查詢語言（ SQL ）的概念推廣到通用圖形查詢的領域，是圖形查詢語言的延伸型式。

- 「規則引擎」包括前向連接器和後向連結器 ，能夠將規則串聯起來。這些規則正是圖形査詢子系統的圖形査詢規則，因此規則引擎與計劃查詢器相似。 它是為了能夠實作不同類型的「推理引擎」（reasoning systems）和推理系統而設計，例如貝葉斯推理或模糊邏輯 ，或用於實現實際任務，如約束求解器或運動規劃器 。

- 「ECAN」是一種基於經濟學理論的注意力分配子系統。[5] 在控制推理和連結過程中所遇到的搜索可能性會產生組合爆炸，該子系統即用於控制組合爆炸。

- 「機率推理引擎」是根據機率邏輯網路 （PLN）的實作。 目前實作方式是使用規則引擎將特定的邏輯推理規則（如假言推理 ）與一些具體的數學公式合起來，為每個演繹推論分配機率和置信度。這個子系統可以被認為是使用改良過的貝葉斯推理形式的證明助手 。

- 「元語義最佳化演化搜索」（Meta-Optimizing Semantic Evolutionary Search, or MOSES）是一種機率遺傳程式演化器，[6] 用於探索完成任務的簡短Atomese程式。；這些可以被認為是執行一種決策樹學習 ，進而產生决策森林 ，或更精確地說是其歸納。

- 「自然語言輸入系統」，由連結語法組成，一部分受到意義文本理論及狄克·哈德森的單詞語法啟發（該語法用Atomese編碼了語義和句法的關係）。

- 自然語言生成系統[7] 。

- OpenPsi：是Psi理論的實作，用於處理情感狀態、驅動力和衝動。 [8]

- 漢森機器人公司的機器人在介面納入了OpenPsi的情感建模[9] ，包括了演示冥想技巧的「 Loving AI」專案。

## 應用領域
與其他認知架構類似，主要目的是建立虛擬人類，這是三維的虛擬化身。 目的是模仿諸如情緒、手勢和學習之類的行為。舉例來說，由於人類有情感，因此僅會對軟體中的情感模塊程式進行撰寫。如果能夠模擬人類的智慧，那就可以實現人工智慧。
OpenCog計畫的自我描述提供了其他可能的應用程式，這些應用程式正朝著自然語言處理以及對狗的模擬方向發展。